# Balázs Laluska
Balázs Laluska, madžarski rokometaš, * 20. junij 1981, Szeged.
Leta 2004 je na poletnih olimpijskih igrah v Atlanti v sestavi madžarske reprezentance osvojil 4. mesto.